# Fuerza Guerrera
Fuerza Guerrera (13 de diciembre de 1953) es un luchador profesional mexicano que ha trabajado para las más grandes empresas de lucha libre en México como lo son la AAA, CMLL y más recientemente en la  IWRG, donde fue Campeón Intercontinental Peso Wélter de IWRG.

## Carrera
Fuerza Guerrera debutó en agosto de 1978 en la Arena San Pedro, en el estado de Puebla. El 18 de septiembre de 1981 venció al Negro Casas en el Aniversario 48 de la CMLL

## En lucha
- Movimientos finales
  - Fuerza Punt (Running punt kick)
  - Medio Cangrejo (Single leg Boston crab)
  - Diving senton

- Movimientos de firma
  - Suicide somersault crossbody

- Apodos
  - El Mosco de la Merced
  - El Líder
  - Tu Papá

## Campeonatos y logros
- Comisión de Box y Lucha Libre México D.F
  - Mexican National Lightweight Championship (1 vez)
  - Mexican National Middleweight Championship (1 vez)
  - Mexican National Tag Team Championship (3 veces) - con Juventud Guerrera (2) y Mosco de la Merced (1)
  - Mexican National Trios Championship (3 veces) - con Blue Panther & El Signo (2) y Blue Panther & Psicosis (1)
  - Mexican National Welterweight Championship (1 vez)
- Consejo Mundial de Lucha Libre 
  - CMLL World Trios Championship (1 vez) - con Blue Panther & Dr. Wagner Jr.
  - CMLL World Welterweight Championship (1 vez)
  - NWA World Welterweight Championship (2 veces)
- International Wrestling Council
  - IWC World Middleweight Championship (1 vez)
- International Wrestling Revolution Group
  - IWRG Intercontinental Welterweight Championship (2 veces, actual)
- World Wrestling Association
  - WWA World Tag Team Championship (1 vez) - con Juventud Guerrera
  - WWA World Trios Championship (1 vez) - con Juventud Guerrera y Psicosis
  - WWA World Welterweight Championship (2 veces)
- Pro Wrestling Illustrated
  - Situado en el Nº208 en los PWI 500 del 1995
  - Situado en el Nº192 en los PWI 500 del 1997
  - Situado en el Nº171 en los PWI 500 del 1998
  - Situado en el Nº159 en los PWI 500 del 1999
  - Situado en el Nº151 en los PWI 500 del 2000
  - Situado en el Nº186 en los PWI 500 del 2001
  - Situado en el Nº96 en los PWI 500 del 2002
  - Situado en el Nº337 en los PWI 500 del 2006
  - Situado en el Nº215 en los PWI 500 del 2007
  - Situado en el N°107 dentro de los mejores 500 luchadores de la historia.

## Luchas de apuestas
| Apuesta             | Ganador                                        | Perdedor                      | Lugar            | Fecha |
| ------------------- | ---------------------------------------------- | ----------------------------- | ---------------- | ----- |
| Máscara & Cabellera | El Dandy, Fuerza Guerrera & Emilio Charles Jr. | Tony Arce, Vulcano & Lemús II | Distrito Federal | 1985  |
| Máscara             | Fuerza Guerrera                                | Rocky Star                    | Distrito Federal | 1989  |
| Máscara             | Fuerza Guerrera                                | Gallo Tapado                  | Distrito Federal | 1991  |
| Cabellera           | Fuerza Guerrera                                | Mike Segura                   | Estado de México | 1999  |
| Cabellera           | Fuerza Guerrera                                | Justiciero                    | Estado de México | 2003  |
| Cabellera           | Fuerza Guerrera                                | Black Terry                   | Estado de México | 2008  |